# Lilije
Lilije – ballada autorstwa Adama Mickiewicza, która została po raz pierwszy wydana w zbiorze Ballady i romanse w 1822 jako część tomu Poezyj. Całość została oparta na pieśni ludowej Pani zabiła pana.

## Treść
Na początku utworu główna bohaterka zabija swojego męża, uczestnika wyprawy Bolesława Szczodrego na Kijów, w obawie przed jego reakcją na wiadomość o niewierności swojej żony. Zabitego mężczyznę grzebie w gaju, a na jego grobie zasiewa lilie. Następnie kobieta odwiedza pustelnika i wyjawia mu motyw morderstwa. Gdy minął rok od haniebnego czynu wdowę odwiedzają dwaj bracia jej martwego męża, którzy również towarzyszyli polskiemu władcy w wyprawie na Rusi. Po roku długiego oczekiwania na powrót brata postanawiają oświadczyć się bohaterce. Ona nie wiedząc co czynić postanawia poradzić się pustelnika, ten proponuje jej wskrzeszenie męża. Jednak ona odmawia. Dlatego starzec radzi kobiecie, aby obaj mężczyźni upletli dla niej wianek. Ona natomiast poślubi tego z braci, którego plecionka kwiatów przypadnie kobiecie bardziej do gustu.
Wreszcie nadchodzi niedziela, huczny dzień wesela. Ranną porą w kościele odbywa się uroczystość. Bohaterka jest prowadzona do przybytku przez druhny, uczestnikami ceremonii są również obaj kandydaci na pana młodego. Nadchodzi moment wyboru męża, panna młoda wybiera ostatecznie piękniejszy wianek, spleciony z lilii. Najpierw do autorstwa przyznaje się starszy brat, jednak młodszy po chwili twierdzi, że nie jest to prawda. Dochodzi do pojedynku na miecze między braćmi, który przerywa pojawienie się zjawy martwego męża. Okazuje się, że obaj mężczyźni zrywali kwiaty na wianki z grobu swojego brata. Duch oznajmia, że wieniec należy do niego, gdyż lilie rosły na jego grobie, więc i kobieta, nosząca plecionkę z tych kwiatów, jest jego żoną. Następnie potępia on zachowanie małżonki jak i braci, by ostatecznie zabrać ich ze sobą w zaświaty. Zaraz po słowach upiora następuje trzęsienie ziemi, a cerkiew, w której znajdują się bohaterowie, zapada się pod powierzchnię. Po wszystkim na miejscu budowli wyrastają tytułowe lilie.

## Bohaterowie
- Pani – główna bohaterka ballady, mężobójczyni
- Pan – zamordowany mąż głównej bohaterki, rycerz księcia Bolesława
- Pustelnik – pobożny i mądry starzec, eremita, ma kontakt ze światem irracjonalnym
- Hanka – jedno z dzieci Pana i Pani
- Bracia – dwóch braci Pana, starszy i młodszy, obaj byli rycerzami księcia Bolesława

## Budowa
Ballada liczy 353 wersy i 1454 wyrazy. Większość rymów to rymy żeńskie sąsiadujące lub przeplatane. Przewodnim motywem ballady jest zemsta rodowa, mająca ukarać niewierną żonę i mężobójczynię, ostatecznie ziszczoną przez upiora z zaświatów. Innymi elementami utworu jest groza, surowość chłopskiej etyki czy świat irracjonalny reprezentowany przez ducha zamordowanego męża.